# Municipio de Salt River (condado de Ralls)
El municipio de Salt River (en inglés: Salt River Township) es un municipio ubicado en el condado de Ralls en el estado estadounidense de Misuri. En el año 2010 tenía una población de 1279 habitantes y una densidad poblacional de 7,12 personas por km².

## Geografía
El municipio de Salt River se encuentra ubicado en las coordenadas 39°25′28″N 91°40′8″O / 39.42444, -91.66889. Según la Oficina del Censo de los Estados Unidos, el municipio tiene una superficie total de 179.57 km², de la cual 168,05 km² corresponden a tierra firme y (6,42 %) 11,52 km² es agua.

## Demografía
Según el censo de 2010, había 1279 personas residiendo en el municipio de Salt River. La densidad de población era de 7,12 hab./km². De los 1279 habitantes, el municipio de Salt River estaba compuesto por el 97,19 % blancos, el 0,47 % eran afroamericanos, el 0,16 % eran amerindios, el 0,7 % eran isleños del Pacífico, el 0,78 % eran de otras razas y el 0,7 % eran de una mezcla de razas. Del total de la población el 2,03 % eran hispanos o latinos de cualquier raza.